# 聯合國阿拉伯語日
聯合國阿拉伯語日（英語：UN Arabic Language Day；阿拉伯语：‎）定於每年的12月18日。該節日於2010年由聯合國新聞部所設立，目的是爲了“慶祝多種語言以及文化的多樣性，也提倡在聯合國的工作語言中平等的使用這六種官方語言。”該日的設定是紀念1973年同日聯合國大會將阿拉伯語列爲第六種語言。

## 外部鏈接
- UN Arabic Language Day - Official Site (Arabic) （页面存档备份，存于）
- World Arabic Language Day - UNESCO page （页面存档备份，存于）